# Leopold de Rothschild
Leopold de Rothschild (London, 22. studenog 1845. – ?, 29. svibnja 1917., britanski bankar i uzgajivač konja iz britanskog ogranka bogate bankarske obitelji Rothschilda.
Bio je treći sin i najmlađe od petero djece u obitelji Lionela de Rothschilda (1808. – 1879.) and Charlotte von Rothschild (1819. – 1884.). Školovao se u školi King's College, a potom na Trinity Collegeu u Cambridgeu, nakon čega se zaposlio u obiteljskoj bankarskoj kući N M Rothschild & Sons, gdje se pridružio starijoj braći, Nathanu Mayeru (1840. – 1915.) i Alfredu Charlesu (1842. – 1918.). Postao je partner u banci, uživao je povjerenje zaposlenika, ali je gajio i interese izvan bankarskog posla. Uzgajao je trkače konje koji su osvajali brojne konjičke utrke te je postao popularan i u sportskim krugovima.
Dana 19. siječnja 1881. godine vjenčao se s Mariom Perugia (1862. – 1937.), s kojom je imao trojicu sinova:
- Lionel Nathan (1882. – 1942.)
- Evelyn Achille (1886. – 1917.)
- Anthony Gustav (1887. – 1961.)

Bio je predsjednik Ujedinjene sinagoge i Židovske slobodne škole te blagajnik Židovskog vijeća zaštitnika, a vodio je i brigu o bolnici Evelina, posvećenu njegovoj sestri Evelini Gertrudi de Rothschild (1839. – 1866.), koju je osnovao njen suprug Ferdinand de Rothschild, potomak austrijske loze Rothschildovih.